# Puchar Świata w narciarstwie alpejskim 2013/2014
Sezon 2013/2014 Pucharu Świata w narciarstwie alpejskim rozpoczął się 26 października 2013 tradycyjnie już w austriackim Sölden, a następne starty miały miejsce 16 i 17 listopada w Levi. Ostatnie zawody z tego cyklu zostały rozegrane między 12 a 16 marca 2014 w Szwajcarskim Lenzerheide. Rozegrano 34 konkurencje dla kobiet i 33 konkurencje dla mężczyzn.
W sezonie tym odbywały się także Zimowe Igrzyska Olimpijskie 2014 w Soczi. 

## Puchar Świata w narciarstwie alpejskim kobiet
Wśród kobiet pucharu świata z sezonu 2012/13 broniła Tina Maze. Tym razem najlepsza okazała się Anna Fenninger
W poszczególnych klasyfikacjach tryumfowały:
- zjazd  Maria Höfl-Riesch
- slalom  Mikaela Shiffrin
- gigant  Anna Fenninger
- supergigant  Lara Gut
- superkombinacja  Marie-Michèle Gagnon

## Puchar Świata w narciarstwie alpejskim mężczyzn
Pucharu świata z sezonu 2012/13 bronił Marcel Hirscher, który zwyciężył także w tym sezonie.
W poszczególnych klasyfikacjach tryumfowali:
- zjazd  Aksel Lund Svindal
- slalom  Marcel Hirscher
- gigant  Ted Ligety
- supergigant  Aksel Lund Svindal
- superkombinacja  Ted Ligety i  Alexis Pinturault